# Fred Quercy

a Compétitions nationales et continentales officielles uniquement.

b Matchs officiels uniquement.
Dernière mise à jour le 14 mai 2021.
Fred Quercy, né le 6 juillet 1991, est un joueur français de rugby à XV jouant au poste de troisième ligne aile à l'Union sportive montalbanaise.

## Biographie
Petit fils de Roger Quercy sacré champion de France en 1961 avec l'AS Béziers, Fred Quercy intègre le centre de formation du Montpellier Hérault rugby, après être passé par celui de l'AS Béziers. Il est champion de France Espoirs en mai 2013 avec le MHR puis fait ses débuts en équipe première le 19 octobre 2013 contre Ulster en H-Cup.
Il est prêté à l'US Montauban lors de la saison 2015-2016, puis il rejoint le Sporting club albigeois lors de l'été 2016.
En 2017, il rejoint l'USON Nevers, promu en Pro D2. Il s'impose comme un élément clé de l'équipe, portant de temps en temps le brassard de capitaine. Mais en 2019-2020, il entre en « désaccord avec [son] manager » et ne joue que 9 matchs. La saison suivante, il ne porte pas le maillot de l'équipe et quitte finalement le club en février.
À la suite de sa rupture de contrat, il signe en faveur de l'US Montauban pour 2021-2022. Afin de se maintenir en forme, il s'entraîne avec le club en fin de saison 2020-2021. En mars, il écope d'une suspension de six semaines à la suite d'un coup de genou asséné au visage d'un adversaire lors d'un match avec la sélection espagnole. 

## Statistiques en équipe nationale
- Sélections avec l'équipe de France des moins de 19 ans
- Sélections avec l'équipe de France des moins de 18 ans

## Palmarès
- Montpellier HR

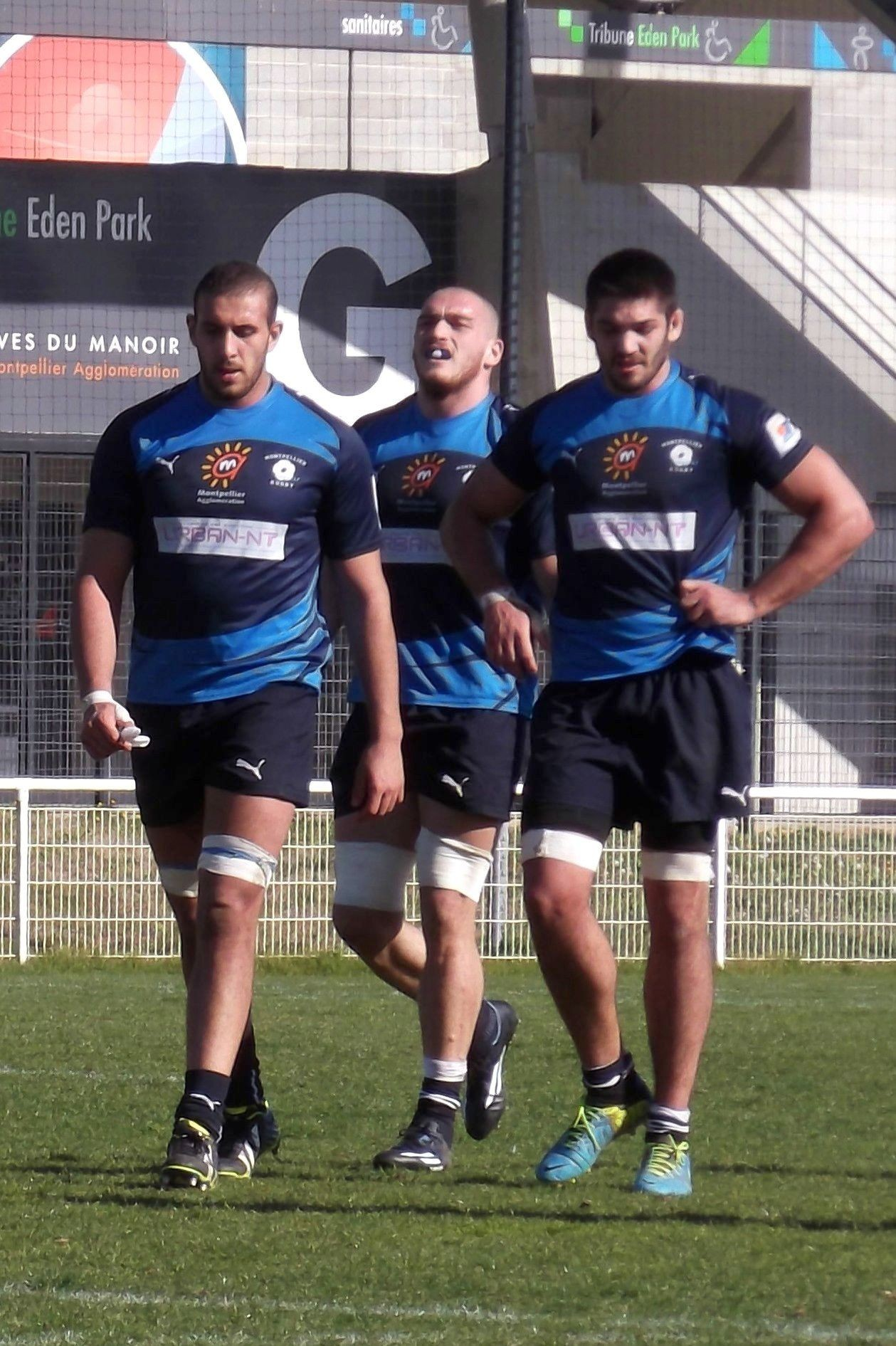
Kevin Gimeno avec les Espoirs du MHR (de gauche à droite : Aliouat, Lomidze, Gimeno).

  - Vainqueur du Championnat de France junior Reichel en 2011.
  - Vainqueur du Championnat de France espoirs en 2013.
- US Montauban
  - Vainqueur du Championnat de France de 2e division en 2025.